# Travis Fryman
David Travis Fryman (né le 25 mars 1969 à Lexington, Kentucky) est un ancien joueur de troisième but et arrêt-court dans le baseball majeur. 

## Carrière
De 1990 à 2002, Fryman joue pour les Tigers de Detroit (1990-1997) et pour les Indians de Cleveland (1998-2002). Il frappe et lance de la droite. Fryman est le troisième-but partant des Tigers jusqu'à ce qu'il se joigne aux Diamondbacks de l'Arizona, une équipe d'expansion. Toutefois, dans la saison morte de 1997, il est échangé aux Indians avec le lanceur Tom Martin pour le troisième-but Matt Williams avant d'avoir pu jouer pour les Diamondbacks.
Fryman connait sa meilleure saison en 2000. Il atteint des sommets personnels pour la moyenne au bâton (.321), la moyenne de puissance (.516), la moyenne de présence sur les buts (.392) les coups sûrs (184), les doubles et les points produits. De plus, il ne commet que 8 erreurs en défensive et a une séquence de 60 matches dans lesquels il ne commet pas d'erreur, en route pour gagner un Gant doré.
En 13 ans dans le baseball majeur, Fryman compile une moyenne au bâton de .274 avec 228 coups de circuit et 1022 points produits en 1698 matches. Il prend sa retraite après la saison 2002 en raison d'une blessure.

## Faits saillants
- 5 fois participant au match des étoiles (1992-1994, 1996, 2000)
- Gagnant d'un Gant d'or (troisième but, 2000)
- Gagnant d'un Bâton d'argent (arrêt-court, 1992)